# Aulacoderus otiosus
Aulacoderus otiosus es una especie de coleóptero de la familia Anthicidae.

## Descripción
Aulacoderus otiosus es un escarabajo perteneciente a la familia Anthicidae, conocida comúnmente como los escarabajos hormiga debido a su semejanza con las hormigas en términos de tamaño y apariencia. Los miembros de esta familia suelen tener cuerpos alargados y patas largas, adaptaciones que les permiten moverse con agilidad en su hábitat.

## Distribución geográfica
Aulacoderus otiosus habita en la Provincia del Transvaal en Sudáfrica. La región de Transvaal es conocida por su biodiversidad y variedad de ecosistemas, lo que proporciona un entorno adecuado para diversas especies de insectos.

## Hábitat y ecología
Este escarabajo se encuentra en una variedad de hábitats dentro de la región de Transvaal, incluyendo áreas boscosas, praderas y matorrales. Como muchos otros miembros de la familia Anthicidae, Aulacoderus otiosus es omnívoro y se alimenta de una variedad de materiales orgánicos, incluyendo restos de plantas y pequeños invertebrados.

## Importancia ecológica
Aulacoderus otiosus juega un papel importante en su ecosistema como descomponedor. Ayuda a descomponer materia orgánica, lo que contribuye al reciclaje de nutrientes en el suelo. Además, su presencia indica un ecosistema saludable y equilibrado.

## Conservación
No se dispone de información específica sobre el estado de conservación de Aulacoderus otiosus. Sin embargo, la conservación de su hábitat natural es crucial para mantener las poblaciones de esta y otras especies de insectos. La preservación de la biodiversidad en regiones como Transvaal es fundamental para asegurar la salud del ecosistema.